# Лантаділья
Лантаділья (ісп. Lantadilla) — муніципалітет в Іспанії, у складі автономної спільноти Кастилія-і-Леон, у провінції Паленсія. Населення — 363 особи (2010).
Муніципалітет розташований на відстані близько 220 км на північ від Мадрида, 41 км на північний схід від Паленсії.

## Демографія
Динаміка населення (INE ):

## Галерея зображень

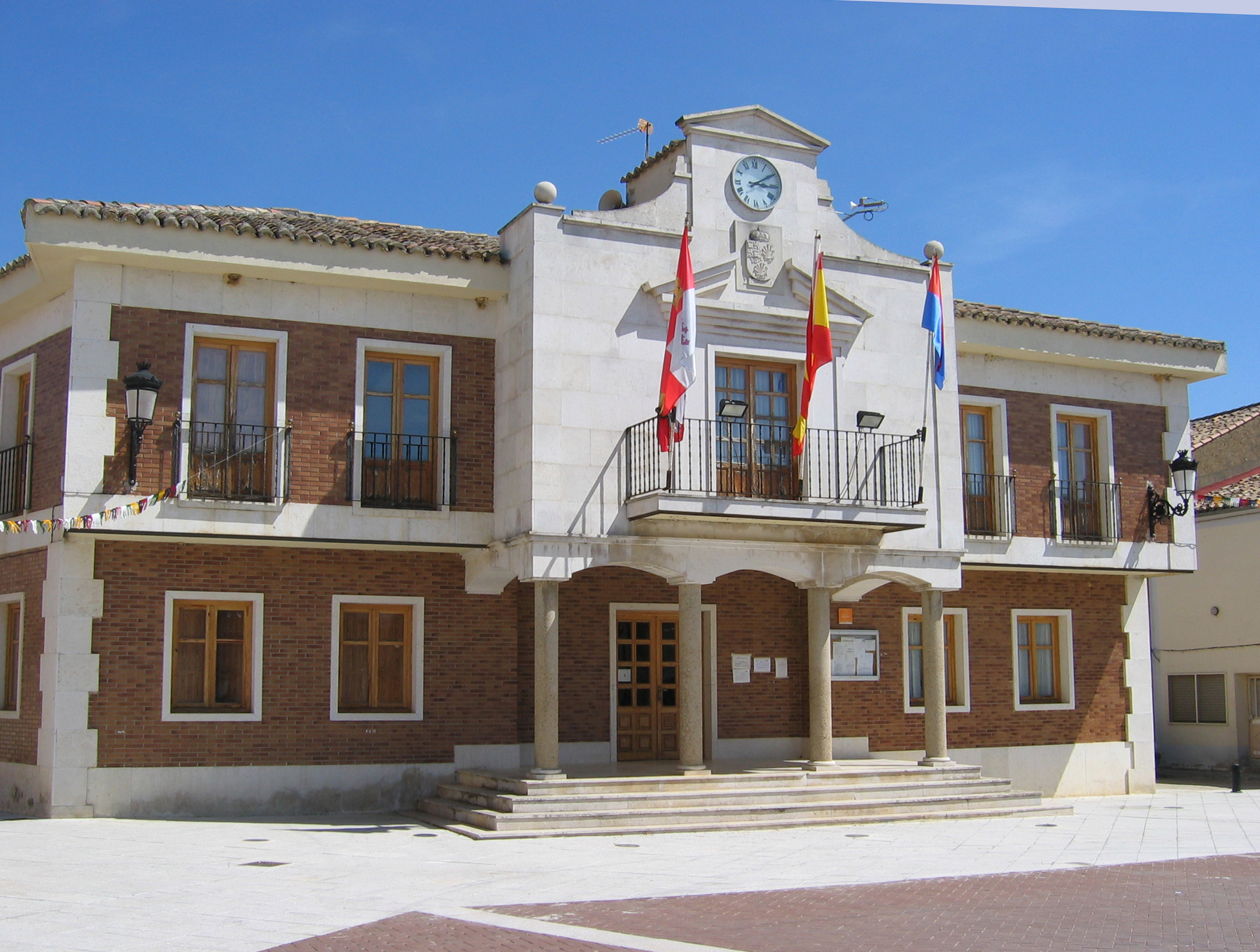
Муніципальна рада